# Cumulonembo
In meteorologia il cumulonembo (abbreviazione Cb) è una nube a forte sviluppo verticale che si genera in condizioni di instabilità atmosferica. Nei cumulonembi possono essere presenti i fulmini e dar vita a fenomeni precipitativi sotto forma di rovesci e temporali.

## Descrizione

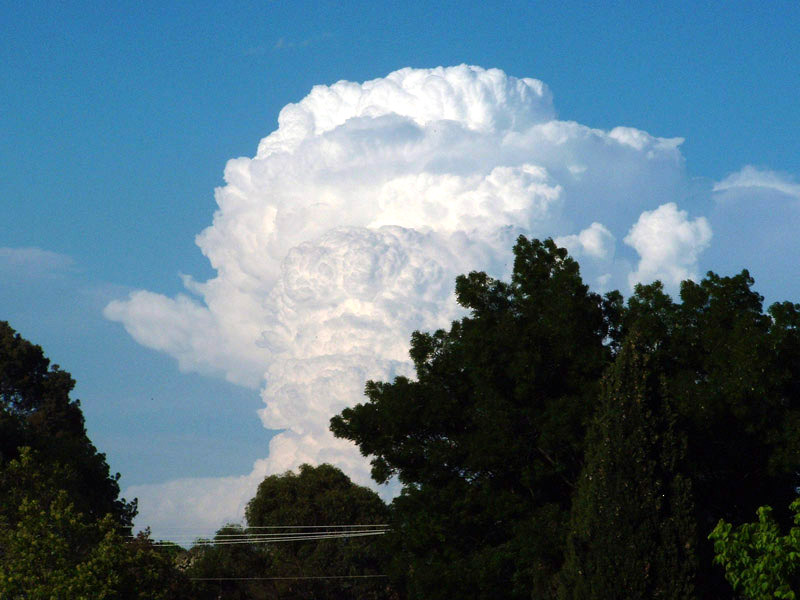
Cumulonimbus Calvus con incudine in formazione

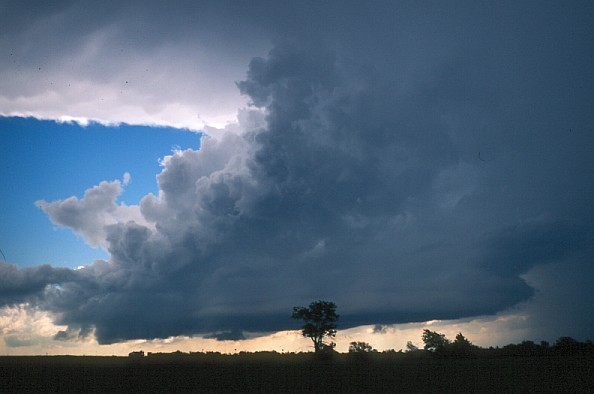
Base di un cumulonembo sovrastata da un'estesa incudine (visibile in alto a sinistra)

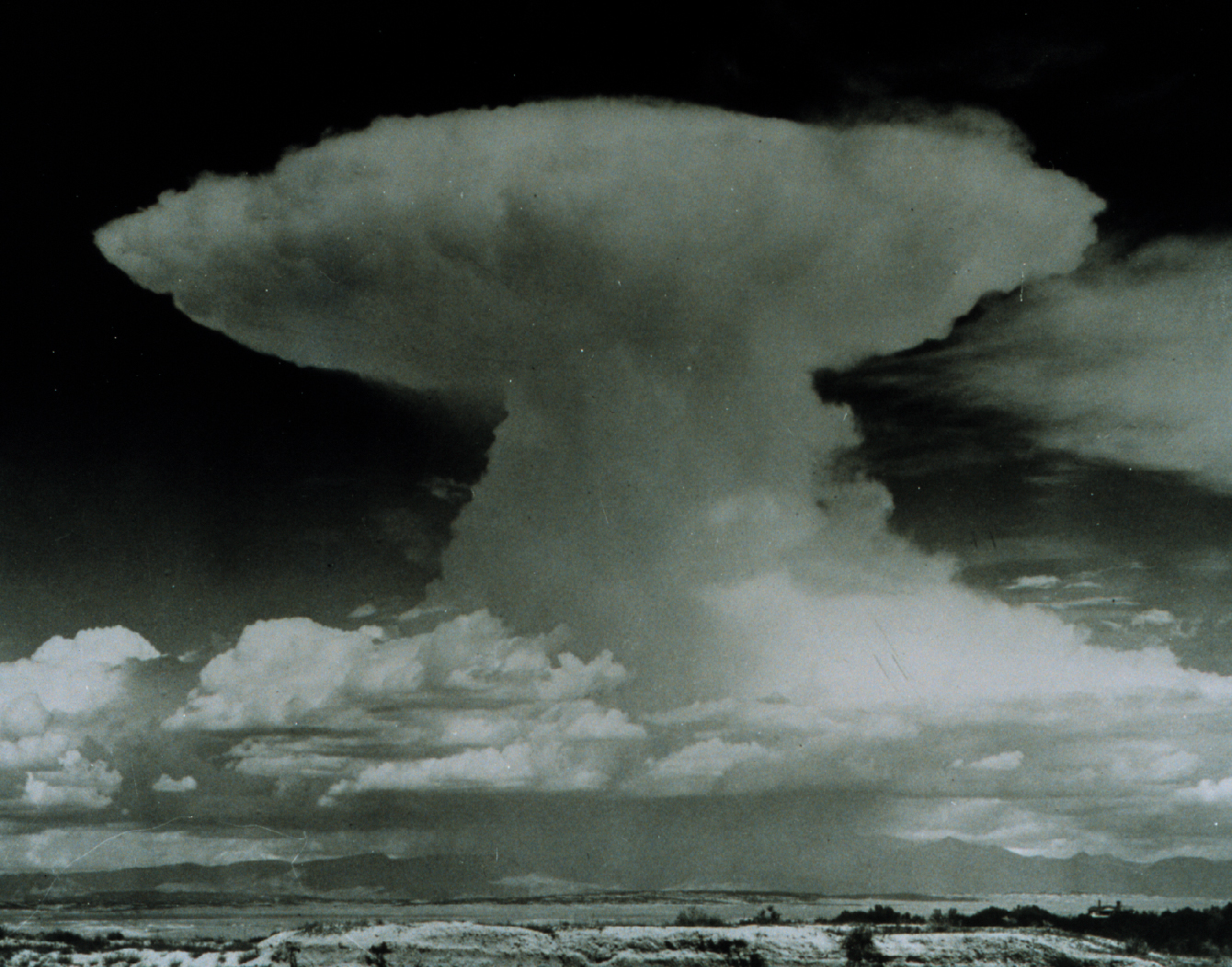
Cumulonembo con incudine molto pronunciata e compatta

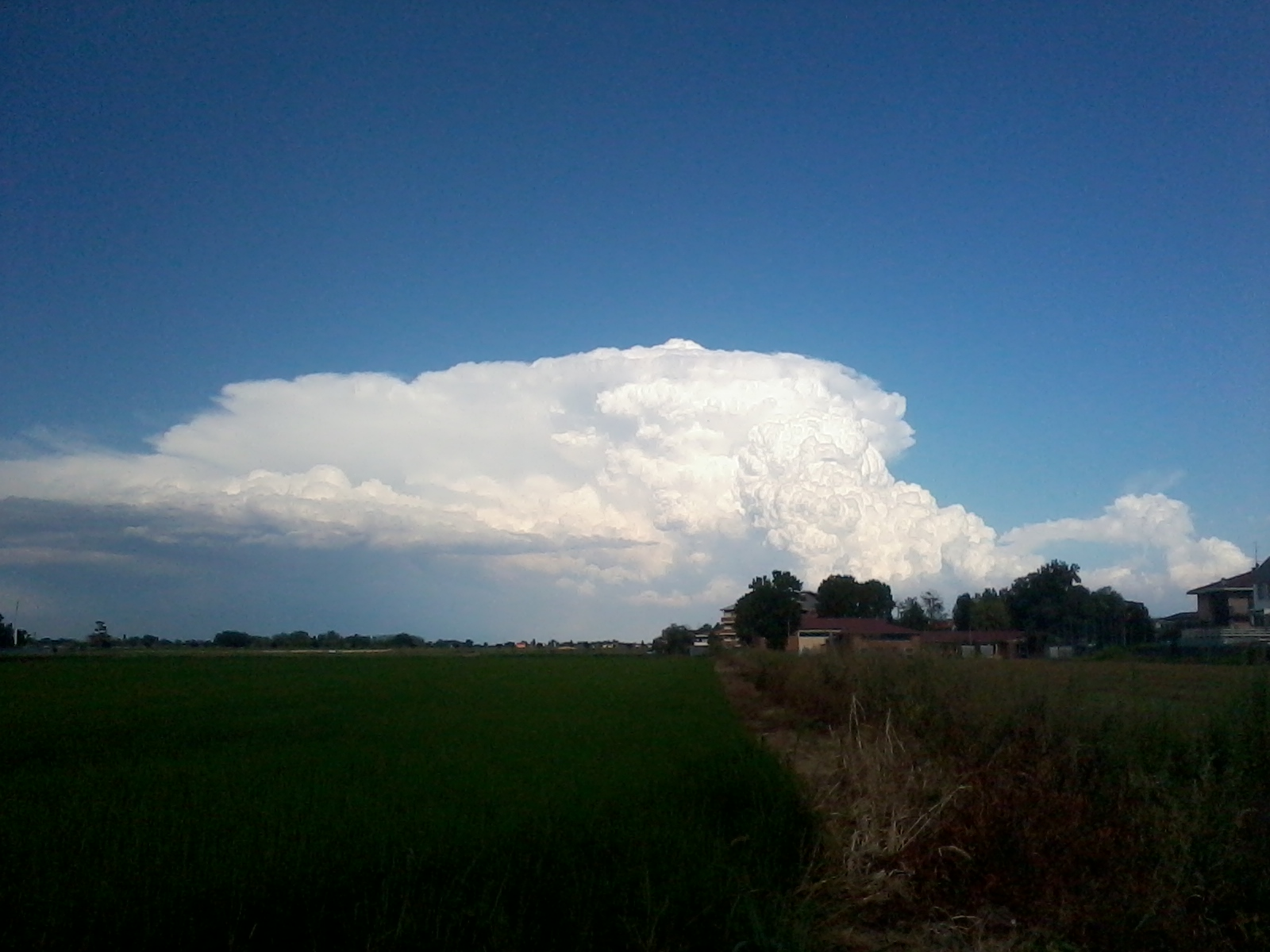
Sistema multicellulare composto da più cumulonembi (notare l'overshooting top)

Vista a distanza si presenta grosso modo come una torre dalla base piatta e relativamente non molto alta dal suolo (mediamente intorno ai 2000 m alle medie latitudini) che si erge per alcuni chilometri, sino ad arrivare al limite della troposfera ovvero, alle medie latitudini, intorno ai 12000 m  ma con picchi fino a 21.000 m (meno ai poli e di più all'equatore).
Raggiunto tale limite si espande orizzontalmente e non più verticalmente, dando luogo ad una sommità a forma di incudine. La base del cumulonembo è scura, a volte quasi nera, con sfumature che possono andare dal verde al giallo soprattutto quando causa la formazione di grandine. Il cumulonembo calvus si eleva a forma di montagna o di "panna montata" e presenta contorni in genere lisci e ben delineati. Questo cumulonembo non ha raggiunto ancora il massimo stadio di sviluppo cioè il cumulonembo ad incudine (incus), a cui sono associati rovesci anche di forte intensità e manifestazioni temporalesche.
I cumulonembi si formano se l'aria è calda, umida e instabile. Il cumulonembo è la nube tipica di temporali anche violenti e si presenta prevalentemente nelle ore più calde dei mesi estivi, in quanto la sua formazione necessita di una grande quantità di energia termica.
All'interno del cumulo si hanno fenomeni meteorologici molto violenti, con correnti ascensionali di forte intensità (anche di 40 m/s) ed analoghe correnti discendenti al loro esterno, nonché grossi accumuli di elettricità statica, che possono dare luogo ai fulmini. Allo scoppiare del temporale, nella zona interna si forma una fortissima discendenza, mentre nelle zone circostanti prosegue l'ascendenza, quindi si verifica un forte vento al suolo che spesso solleva visibilmente foglie e polvere nella zona circostante al fenomeno.
Un cumulonembo rappresenta un pericolo per il volo a vela ed il volo libero ed anche i piloti di aeroplani cercano per quanto possibile di evitarlo, volando a vista o con l'ausilio di radar meteorologici. La maggior parte degli aeroplani infatti non potrebbe far fronte alle forti discendenze che trascinano il velivolo verso il suolo; al contrario potrebbero essere talvolta trascinati all'interno del cumulonembo dalle ascendenze. Alcuni sistemi di navigazione, anche se non progettati per questo scopo, indicano la presenza dei temporali.

### Specie
I cumulonembi possono appartenere a due sole specie:
- Cumulonimbus calvus (Cu cal);
- Cumulonimbus capillatus (Cu cap).[4]

### Varietà
I cumulonembi sono, insieme ai nembostrati, gli unici generi di nuvole in cui non sono riscontrabili varietà.

## Caratteristiche supplementari e nubi accessorie

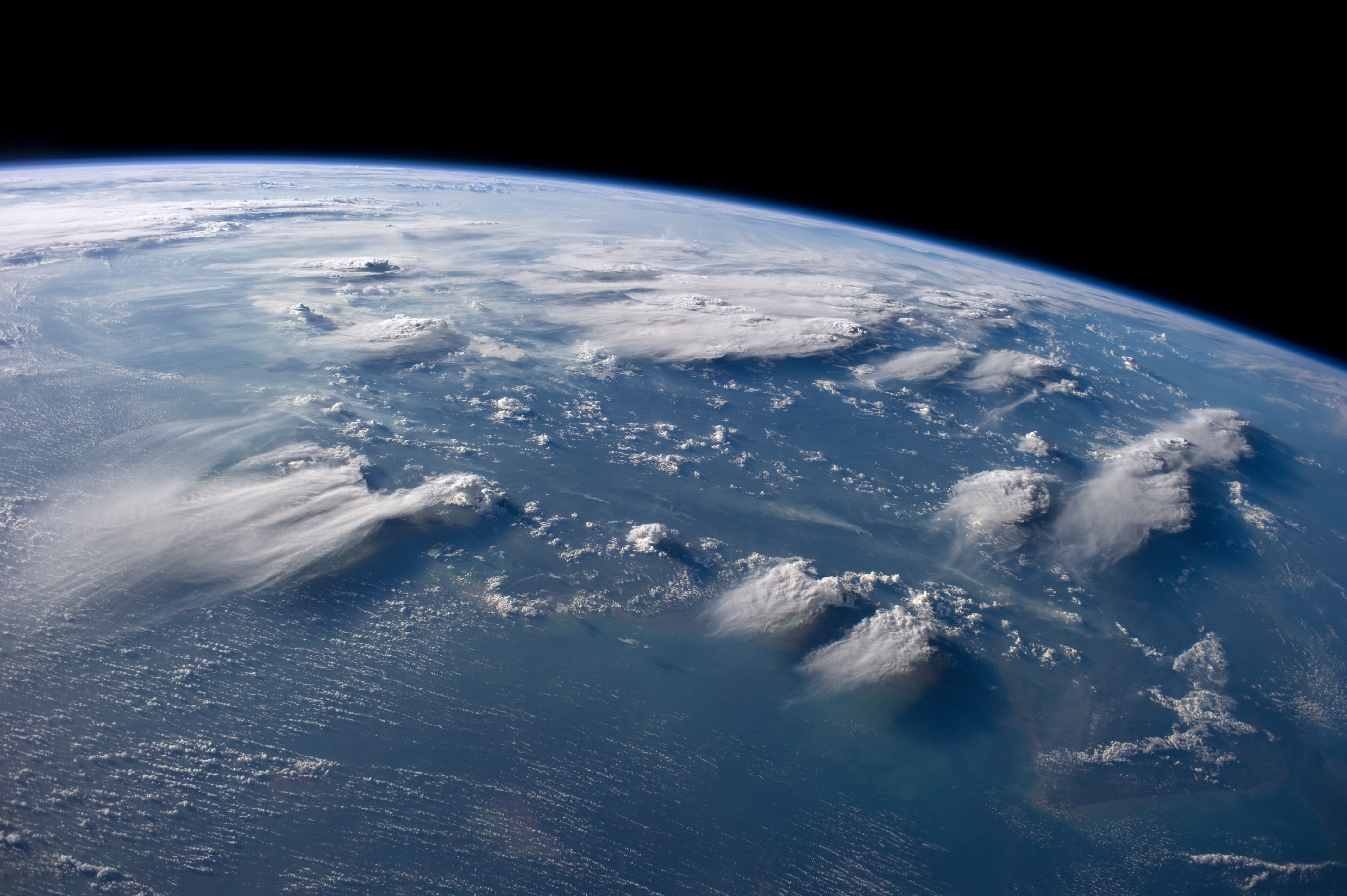
Cumolonembi di tipo incus vicino al Borneo, fotografati dall'equipaggio della Expedition 40.

Il Cumulonembo è l'unico genere di nube che può presentare tutte le caratteristiche supplementari e le nubi accessorie; la principale è la cosiddetta incudine (incus), che rende tanto caratteristico questo genere ed è riscontrabile solo in esso.
Di fianco a ogni nome, tra parentesi, è presente la relativa abbreviazione.

### Caratteristiche supplementari
- Arcus (arc);
- Incus (inc);
- Mamma (mam), più comunemente chiamati "mammatus";
- Praecipitatio (pra);
- Tuba (tub);
- Virga (vir).

### Nubi accessorie
- Pannus (pan);
- Pileus (pil);
- Velum (vel).[5]